# جزیره برامپتون
جزیره برامپتون (انگلیسی: Brampton Island) در شرق ایالت کوئینزلند استرالیا قرار دارد و در نزدیکی مکای است. این جزیره بخشی از جزایر کامبرلند است.